# Шляга, Николай Иванович
Никола́й Ива́нович Шля́га (бел. Мікалай Іванавіч Шляга; 1 мая 1935, Гомельская область — 25 июня 2004, Москва) — политработник Советской Армии и общественный деятель СССР, России и Белоруссии, генерал-полковник. Начальник Главного политического управления Советской Армии и Военно-Морского флота (1990—1991, с января 1991 — Главное военно-политическое управление Вооружённых Сил СССР). Член ЦК КПСС (1990—1991). Первый председатель Национально-культурной автономии «Белорусы Москвы».

## Биография
Родился 1 мая 1935 года в деревне Передрейка (ныне — Мозырский район Гомельской области). Белорус.
К началу Великой Отечественной войны отцу Ивану Яковлевичу было 52 года, матери Ефросинии Григорьевне — 46 лет. В семье было четверо детей 16, 13, 8 и 6 лет. Пятый родился в 1941 году.
С 1955 по 1958 год — курсант 4-го Военного автомобильного училища в городе Калинковичи Гомельской области. Первым гарнизоном был Брест.
С 1960 по 1965 — служба в Западной группе войск в ГДР, затем комсомольская и партийная работа в Бресте, Гродно и Слониме.
Был командиром взвода, десять лет находился на комсомольской работе в должностях от секретаря комсомольской организации автошколы дивизии до начальника отделения комсомольской работы — помощника начальника политотдела армии по комсомольской работе. Полтора года — заместитель командира мотострелкового полка по политической части, два с половиной года — заместитель начальника политотдела, около трех лет — начальник политотдела танковой дивизии.
В июле 1976 года прикомандирован к ЦК КПСС с оставлением в кадрах Вооружённых Сил. Как куратору Киевского, Прикарпатского и Одесского военных округов, ему было поручено следить за исполнением решений партии и правительства по военным вопросам, подбирать резерв на замещение руководящих военных кадров номенклатуры ЦК КПСС, рассматривать письма и вести приём граждан, прибывших из курируемых регионов в ЦК КПСС с жалобами, просьбами, предложениями, заявлениями.

### ЦГВ
В августе 1983 года была удовлетворена его просьба о направлении на конкретную работу, и он был назначен на должность первого заместителя начальника Политуправления Центральной группы войск, а в декабре 1985 — на должность члена военного совета — начальника Политуправления ЦГВ в Чехословакии.

### Москва
В июле 1987 года вновь прикомандирован к аппарату ЦК на должность заведующего сектором Сухопутных и Ракетных войск стратегического назначения.
В период перестройки, когда остро стоял вопрос о ликвидации в армии политорганов, внёс решающий вклад в их сохранение (они были переименованы в военно-политические органы).
Его деятельность получила одобрение Министра обороны Язова Д. Т., начальника Главного политического управления СА и ВМФ (ГлавПУР) Лизичева А. Д., руководства Генерального штаба.
3 сентября 1990 года Президент СССР М. С. Горбачёв подписал Указ «О реформировании политических органов Вооружённых Сил СССР, войск Комитета государственной безопасности СССР, внутренних войск Министерства внутренних дел СССР и железнодорожных войск». Указом предписывалось преобразовать их в соответствующие военно-политические органы проведения государственной политики в области обороны и безопасности СССР, воспитания и социальной защиты военнослужащих. Министерству обороны СССР и Главному политическому управлению СА и ВМФ (возглавляемому Н. И. Шлягой), с участием КГБ и МВД было предписано в трёхмесячный срок разработать проект Положения о военно-политических органах и представить его на утверждение.
Предстояло в срочном порядке разработать новую концепцию и сформировать организационную структуру военно-политических органов и Главного военно-политического управления, определить функциональные обязанности его подразделений и каждого работника, подобрать и расставить кадры. К концу декабря 1990 года Положение о военно-политических органах было разработано, 11 января 1991 года оно было утверждено Указом Президента, а 2 февраля 1991 года Министр обороны ввёл его в действие и утвердил структуру военно-политических органов, предложенную Шлягой и начальником Генерального штаба Вооружённых Сил СССР генералом армии Моисеевым М. А.. На должность начальника Главного военно-политического управления (ГлавВПУ) Вооружённых сил СССР — первого заместителя Министра обороны СССР назначили Н. И. Шлягу.
По предложению Главкома Западной группы войск генерал-полковника Бурлакова М. П. организовал в Западной группе войск сеть курсов по переподготовке офицеров и прапорщиков на гражданские специальности.
В 1991 году стоял у истоков рождения Ассоциации культурных и экономических связей России с Беларусью.
20 июля 1991 году Б. Н. Ельцин подписал Указ «О прекращении деятельности организационных структур политических партий и массовых общественных движений в государственных органах, учреждениях и организациях РСФСР». Указом предписано рекомендовать Верховному Совету РСФСР рассмотреть вопрос о внесении в Верховный Совет СССР в порядке законодательной инициативы проекта Закона СССР о запрещении функционирования организационных структур политических партий и массовых общественных движений в Вооружённых силах СССР, в органах и частях Комитета государственной безопасности СССР и Министерства внутренних дел СССР.
В сентябре 1991 года военно-политические органы и партийные структуры в Вооружённых силах СССР окончательно упразднили, и 6 ноября он подал рапорт об увольнении.
В отставке с 1992 года.

### Последние годы жизни
В 1992 году организовал и возглавил акционерное общество по подготовке руководящих кадров с филиалом в Берлине. По разработанным им 17 учебным программам российских чиновников учили работать в новых экономических условиях, при рыночной экономике. Два года он работал заместителем генерального директора Центра учебных информационных технологий России.
С 1998 по 2003 год заместитель генерального директора ОАО «Межолимпинвест», затем — советник по связям с федеральными органами и Министерством обороны РФ в ОАО «Корпорация Рособщемаш».
Принял участие в мероприятиях на Поклонной горе 24 июня 2004 года, посвящённых 60-летию освобождения Беларуси. В то время уже сильно болел и на следующий день умер от инфаркта. Похоронен на Троекуровском кладбище.

## Семья
Супруга — Мария Васильевна.
- Дочери Лена и Марина, окончили московские ВУЗы.

## Звания и награды
Воинское звание полковника Шляге присвоили ещё в Беларуси. Генерал-майора получил в Центральной группе войск в Чехословакии, будучи первым заместителем начальника политуправления. В Чехословакии же стал и генерал-лейтенантом, возглавляя там политуправление. С назначением на должность первого заместителя начальника ГлавПУРа он получил звание генерал-полковника.
За безупречную службу награждён четырьмя орденами и двадцатью пятью медалями. Среди них — Орден Красной Звезды и Орден «За службу Родине в Вооружённых Силах СССР» III степени, имеет также Орден Красной Звезды Чехословакии и Орден Красного Знамени Афганистана, награды Монголии, Кубы, Болгарии, Румынии, ГДР, Польши.

## Память
- Имя Н. И. Шляги присвоено средней школе в Скрыгалове Мозырского района Гомельской области Республики Беларусь, которую он окончил[4]. Одна из экспозиций в школьном музее посвящена Н. И. Шляге.
- Его именем названа одна из улиц в новом микрорайоне в городе Калинковичи Гомельской области Республики Беларусь, где он окончил военное училище.

## В кинематографии
- О Шляге Н. И. снят документальный фильм «Генерал из Полесья»[5]. Фильм снят телерадиокомпанией «Гомель», при финансовой поддержке Правительства Москвы.

## Публикации
- Уставные взаимоотношения — основа здорового нравственного климата в воинских коллективах // Военная мысль, № 8, август 1986.
- Верный страж социалистического отечества // Партийная жизнь, 4 февраля 1990.
- Возвышать звание защитника Отечества // Во славу Родины, 27 мая 1990.
- Политорганы: время радикального обновления // Красная звезда, 20 июля 1990.
- Интервью // Гродненская правда, 9 августа 1990.
- Бремя выбора. На съезде Компартии РСФСР // Красная звезда, 6 сентября 1990.
- Торжествовать должны закон и справедливость! // Красная звезда, 3 октября 1990.
- КПСС и Вооружённые Силы // Военная мысль, № 10, октябрь 1990.
- К прошлому возврата не будет // Коммунист вооружённых сил, № 19, октябрь 1990.
- Профессиональный долг командиров // Красная звезда, 7 декабря 1990.
- На Пленуме ЦК КПСС // Правда, 12 декабря 1990.